# Ковалёвское сельское поселение (Ростовская область)
Ковалёвское сельское поселение — муниципальное образование в Красносулинском районе Ростовской области.
Административный центр поселения — хутор Платово.

## Административное устройство
В состав Ковалёвского сельского поселения входят:
- хутор Платово,
- хутор Верхняя Ковалёвка,
- станция Замчалово,
- хутор Нижняя Ковалёвка,
- хутор Ясный.

## Население
| 2010  | 2012  | 2013  | 2014  | 2015  | 2016  | 2017  |
| ----- | ----- | ----- | ----- | ----- | ----- | ----- |
| 3012  | ↘2980 | ↘2907 | ↘2877 | ↘2799 | ↘2722 | ↘2634 |
| 2018  | 2019  | 2020  | 2021  |       |       |       |
| ↘2615 | ↘2613 | ↗2651 | ↗2718 |       |       |       |